# Сочинський національний парк
Сочинський національний парк — національний парк на території муніципального утворення міста Сочі. Парк утворений Постановою Ради Міністрів РРФСР № 214 від 5 травня 1983 року в цілях збереження унікальних природних комплексів Чорноморського узбережжя Кавказу, використання їх в природоохоронних, рекреаційних, просвітніх і наукових цілях.

## Історія
Національний парк був створений в 1983 році і став одним з перших національних парків Росії. На величезній території в горах була припинена будь-яка виробнича діяльність.
Тут розташований спортивно-оздоровчий комплекс адміністрації Краснодарського краю. В 2006 році для його будівництва ТОВ «Автоцентр» орендувало у Сочинського парку 6,2 га.

## Географія
Національний парк розташований на території муніципальному утворення Сочі: від кордонів з Туапсинським районом, між гирлами річок Шепсі і Магри на північному заході до кордонів з Абхазією на південному сході і від узбережжя Чорного моря до вододільної лінії Головного Кавказького хребта. Більшу частину території парку займають гори, розчленовані річковими долинами. Передгірна зона займає вузьку смужку вздовж Чорного моря.
По території парку протікають близько 40 річок і струмків Чорноморського басейну.

## Лісництва
Всього національний парк має 15 лісництв:
- Верхнє-Сочинське
- Нижньо-Сочинське
- Дагомисське
- Мацестинське
- Кудепстинське
- Аібгинське
- Краснополянське
- Кепшинське
- Веселівське
- Адлерське
- Головинське
- Лазаревське
- Лиготхське
- Мар'їнське
- Макопсинське

## Пам'ятки
В червні 1998 року був заснований Музей Природи на основі Мацестинського лісництва.

## Туризм
На базі Головінського, Лазаревського, Краснополянського і Верхнє-Сочинського лісництв створено центри екологічної освіти. На початок 2005 року в національному парку знаходилося більше 49 рекреаційних об'єктів. Відкрито 28 екскурсійних маршрутів, організовано 10 автостоянок.